# Мука, Арношт
Арношт Мука (н.-луж. Arnošt Muka, нем. Ernst Mucke; 10 марта 1854, деревня Вульки-Восык, Лужица — 10 октября 1932, Баутцен) — серболужицкий педагог, общественный деятель и славист. Основатель Серболужицкого музея и Серболужицкого дома в Баутцене.

## Биография
Считается[кем?] одним из самых выдающихся серболужицких гуманистов XIX и XX столетий, значительно поспособствовавшим развитию лужицкого национального сознания. В 1874—1879 гг. учился в Лейпцигском университете, где изучал классическую филологию и славистику. В 1875 году организовал первый молодёжный летний лагерь-фестиваль для лужицких гимназистов под названием «Схадзованка». С 1879 г. был учителем в Циттау (Житава), а позднее в гимназии в Баутцене (Будишин). С юного возраста стал участвовать в лужицком культурном и научном движении. Член Societas Slavica Budissenensis а также Матицы Сербской.
В 1882—86 гг. был редактором журнала Łuzica, а в 1884—1932 гг. редактировал «Časopis Maćicy Serbskeje» (Журнал Матицы Сербской). На страницах этого журнала в 1884—1886 гг. он публиковал демографическое исследование «Statistikа Łužiskich Serbow», в котором представил статистические данные о количестве, расселении, социальной структуре и уровне образования лужицких сербов.
Благодаря его решительности и организаторским талантам удалось в 1904 году открыть Серболужицкий дом в Баутцене. Кроме того, Мука пытался организовать Серболужицкий музей. Был членом ряда академий и научных обществ (в том числе избран членом-корреспондентом Петербургской Академии наук). Путешествуя по Лужицам, проводил исследования языка, фольклора и культурного наследия лужичан. Был автором множества научных работ, сильно повлиявших на лужицкую интеллигенцию. Выступал против германизации. Дважды отправлялся немецкими властями в ссылку вглубь Германии за националистическую деятельность.
Похоронен на Тухорском кладбище в Будишине.

## Научное наследие
- Szczątki języka połabskiego Wendów Luneburskich, [in:] Materiały i prace Komisyi językowej Akademii Umiejętności w Krakowie, t. I, Kraków 1904, s. 313—569.
- Mucke K.E.  Historische und vergleichende Laut- und Formenlehre der Niedersorbischen (niederlausitzisch-wendischen) Sprache. Lipsk (Leipzig), 1891
- Słownik dolnoserbskeje rěcy a jeje narěcow, St. Petersburg — Praga 1911
- Statistika łužiskich Serbow, 1980. На основе этой работы в современной Германии были определены границы культурно-территориальной автономии «Лужицкая поселенческая область».
- Мука Э. Словарь нижнелужицкого языка. Пг.; Прага, 1921—1928. Т. 1-3.